# Celoux
 Celoux  es una población y comuna francesa, situada en la región de Auvernia, departamento de Cantal, en el distrito de Saint-Flour y cantón de Ruynes-en-Margeride.

## Demografía
| 157 | 153 | 136 | 110 | 103 | 89 |
| Para los censos de 1962 a 1999 la población legal corresponde a la población sin duplicidades (Fuente: INSEE [Consultar]) |     |     |     |     |    |